# Kim Ir-sen
Kim Ir-sen (în coreeană 김일성; n. 15 aprilie 1912, Mangyongdae District⁠(d), Imperiul Japonez, Japonia – d. 8 iulie 1994, Phenian, RPDC) a fost un politician comunist nord-coreean, care a condus Coreea de Nord de la fondarea sa în 1948 până la moartea sa în 1994. El a deținut postul de prim-ministru (1948–1972) și președinte din 1972 până la moartea sa. El a fost, de asemenea, Secretarul General al Partidului Muncitorilor din Coreea.

## Biografie
În 1931 a intrat în Partidul Comunist Chinez, Coreea aflându-se sub ocupație japoneză. El s-a alăturat mai multor grupări de gherilă din China anti-japoneze. Kim Ir-sen a fost căsătorit de două ori, prima dată cu Kim Jong-suk. Cu aceasta el a avut doi fii și o fiică, printre aceștia aflându-se Kim Jong Il. Soția sa a murit la vârsta de 31 de ani, dând naștere unei fiice. După aceea, el s-a căsătorit cu Kim Sung-ae, cu aceasta probabil având patru copii. 
Ziua sa de naștere este o sărbătoare publică în Coreea de Nord, el fiind denumit Președintele Etern.
Asemeni majorității liderilor totalitari, persoana sa este asociată unui intens cult al personalității. Astfel, în întreaga țară au fost ridicate sute de statui, unele de dimensiuni impozante, având imaginea dictatorului. Portretul său era prezent pe frontispiciile majorității instituțiilor publice. La moartea sa au fost declarate zece zile de doliu național.
După moartea sa, fiul său, Kim Jong-il, a preluat conducerea țării.

## Distincții
- Ordinul „Steaua Republicii Socialiste România” clasa I, cu eșarfă (9 aprilie 1982) „pentru contribuția deosebită adusă la dezvoltarea colaborării dintre Partidul Comunist Român și Partidul Muncii din Coreea, dintre Republica Socialistă România și Republica Populară Democrată Coreeană, la întărirea prieteniei dintre poporul român și poporul coreean, la promovarea cauzei generale a socialismului, păcii și colaborării internaționale, cu prilejul împlinirii vîrstei de 70 de ani”[12]
- Ordinul „Victoria Socialismului” (14 aprilie 1987) „pentru contribuția deosebită adusă la dezvoltarea colaborării dintre Partidul Comunist Român și Partidul Muncii din Coreea, dintre Republica Socialistă România și Republica Populară Democrată Coreeană, la întărirea prieteniei dintre poporul român și poporul coreean, la promovarea cauzei generale a socialismului, păcii și colaborării internaționale, cu prilejul împlinirii vîrstei de 75 de ani”[13]